# Aleutian Range
De Aleutian Range is een belangrijke bergketen in het zuidwesten van Alaska. De keten strekt zich uit van het Chakachamnameer tot Unimak Island aan het uiteinde van het Alaska-schiereiland. Het gebergte omvat alle bergen op dit schiereiland. De Aleutian Range is bijzonder vanwege het grote aantal actieve vulkanen, die ook onderdeel zijn van de Aleutian Arc. Het deel van het gebergte op het vasteland is 970 km. De Aleoeten zijn (geologisch) een gedeeltelijk ondergelopen westelijke uitbreiding van de keten die zich nog eens 1600 km uitstrekt. De officiële benaming “Aleutian Range” omvat echter alleen de pieken op het vasteland en de pieken op Unimak Island. De bergketen bestaat bijna volledig uit wildernis zonder wegen. Katmai National Park and Preserve, een groot nationaal park binnen het gebergte, moet per boot of vliegtuig worden bereikt.
De kern van de Aleutian Range kan worden onderverdeeld in drie berggroepen. Ze zijn gerangschikt van zuidwest naar noordoost:
- De bergen van het Alaska-schiereiland en Unimak Island
- De Chigmit Mountains
- De Neacola Mountains

Net ten noorden van de Aleutian Range liggen de Tordrillo Mountains, de meest zuidoostelijke uitlopers van het Alaskagebergte.
De hoogste bergen van het gebergte zijn de volgende: 
- Mount Redoubt (3.108 m), Chigmit Mountains
- Mount Iliamna (3.054 m), Chigmit Mountains
- Mount Neacola (2.873 m), Neacola Mountains
- Mount Shishaldin (2.857 m), Unimak Island
- Mount Pavlof (2.715 m), Alaska-schiereiland
- Mount Veniaminof (2.508 m), Alaska-schiereiland
- Isanotski Peaks (2.446 m), Unimak Island
- Mount Denison (2.318 m), Alaska-schiereiland
- Mount Griggs (2.317 m), Alaska-schiereiland
- Mount Douglas (2.153 m), Alaska-schiereiland
- Mount Chiginagak (2.134 m), Alaska-schiereiland
- Double Peak (2.078 m), Chigmit Mountains
- Mount Katmai (2.047 m), Alaska-schiereiland
- Pogromni Volcano (2.002 m), Unimak Island

## Vulkaanuitbarstingen
Tijdens de zomer van 2008 barstten twee vulkanen uit op de oostelijke Aleoeten. Op 12 juli 2008 barstte Mount Okmok uit en deze bleef een maand lang uitbarsten. Een gigantische, snel bewegende as- en gaswolk schoot omhoog naar een hoogte van 15.240 m als gevolg van deze uitbarsting.
De andere uitbarsting, van Mount Kasatochi vond plaats op 7 en 8 augustus. Deze uitbarsting veroorzaakte ook een gaswolk van ongeveer 15.000 meter hoog. Samen veroorzaakten deze twee krachtige vulkaanuitbarstingen emissies van spoorgassen en aerosolen in de atmosfeer. Deze emissies vormden een sulfaataerosollaag die in totaal 1,6 Tg SO2 naar de stratosfeer bracht en die het vliegen boven dit gebied gedurende een korte periode na de uitbarstingen verstoorde.

## Aardbevingen
De aardbeving op de Aleoeteneilanden met een kracht van 7,9 Mw vond plaats in juni 2014 op een intermediaire diepte van 107 km. De beving werd veroorzaakt door schuine normale breuken langs de Aleoetentrog, een convergente grens waar de Pacifische plaat zich met ongeveer 59 mm/jaar onder de Noord-Amerikaanse plaat subduceert.